# Èpsilon de l'Escaire
Èpsilon de l'Escaire (ε Normae) és un sistema estel·lar situat a la constel·lació d'Escaire. De magnitud aparent +4,52, és el segon més brillant en la constel·lació després de γ² de l'Escaire. S'hi troba, d'acord a la nova reducció de les dades de paral·laxi d'Hipparcos, a 530 anys llum del sistema solar.
L'estel principal d'Èpsilon de l'Escaire és un estel de la seqüència principal blanc-blavós de tipus espectral B4V o B3V. Amb una temperatura superficial de 18.700 K, la seva lluminositat bolomètrica —en tot l'espectre electromagnètic— és 2.384 vegades superior a la del Sol. Gira sobre si mateixa amb una velocitat de rotació projectada de 165 km/s. Té una massa estimada de 6,4 - 6,9 masses solars —encara que una altra font li assigna un valor superior de 8,7 masses solars—, sent l'edat aproximada del sistema 50 milions d'anys.
Èpsilon de l'Escaire constitueix un sistema estel·lar triple. En primera instància, és una binària espectroscòpica amb un període orbital de 3,2617 dies. S'estima que la massa d'aquesta companya estel·lar pot ser 3,8 vegades major que la del Sol. L'excentricitat de la seva òrbita és ε = 0,13. Completa el sistema un tercer estel (HD 147970) la separació visual del qual respecte a la binària és de 22,8 segons d'arc. De tipus espectral B9V, la seva massa és 3,8 vegades major que la del Sol. Empra més de 100.000 anys a completar una òrbita.